# Carl Wilhelm Rohde (Politiker, 1785)
Carl Wilhelm Rohde (* 9. Februar 1785 in Homberg (Efze); † 29. März 1857 ebenda) war ein deutscher Kaufmann, Bürgermeister und Abgeordneter.

## Leben
Rohde war der Sohn des Bürgermeisters Johann Carl Rohde (1738–1818) und dessen Ehefrau Martha Elisabeth geborene Morgenthal (1746–1808), der Tochter des Handelsmanns und Bürgermeister in Eschwege Bernhard Morgenthal. Er war evangelischer Konfession und heiratete am 11. Oktober 1811 in Niederurff Henriette Christine Quans (1790–1805), der Tochter des Lizent- und Amtsaktuars in Borken, dann in Wolfhagen Ernst Karl Quans. Aus der Ehe gingen fünf Kinder hervor.
- Johann Carl Rohde (1812–1888) wurde Finanzminister und Innenminister in Hessen-Kassel
- Maria Karoline Luise Zickendraht heiratete den Kaufmann Johann Jakob Heinrich Zickendraht in Hersfeld
- Henriette Auguste Amalie Hartmann heiratete den Kaufmann Karl Friedrich Wilhelm Hartmann in Homberg (Efze)
- Friedrich Wilhelm Theodor Rohde (1822–1878) wurde Pfarrer
- Julius Heinrich Wilhelm Rohde (1824–1866) wurde Kaufmann

Rohde lebte als Kaufmann in Homberg, wo er auch Bürgermeister war. 1815/1816 war er Mitglied des Landtages des Kurfürstentums Hessen-Kassel für die Homburg und die Städte des Schwalmstroms.